# Bromazină
Bromazina este un antihistaminic H1 derivat de etanolamină, fiind utilizat în tratamentul unor alergii cutanate. Prezintă și proprietăți anticolinergice. Este un analog bromurat al difenhidraminei.